# Chiến tranh Marcomanni
Các cuộc chiến tranh Marcomanni (thường được người La Mã biết đến với tên gọi "Chiến tranh với người German và Sarmatia" - Bellum Germanicum et Sarmaticum) là một loạt các cuộc chiến tranh kéo dài hơn một mười hai năm từ khoảng năm 166 đến năm 180. Đấy là những cuộc đọ sức giữa Đế quốc La Mã, chủ yếu chống lại các bộ tộc German là người Marcomanni và Quadi cùng với người Iazyges cũng như các cuộc xung đột liên quan với một số dân tộc man rợ khác dọc hai bên toàn bộ chiều dài biên giới đông nam châu Âu của đế quốc La Mã, sông Danube. Cuộc chiến chống lại người German và người Sarmatia chiếm phần quan trọng dưới Triều đại của hoàng đế La Mã Marcus Aurelius, và trong suốt các chiến dịch của mình chống lại họ, ông bắt đầu viết tác phẩm triết học của mình,Suy Ngẫm, và trong tập thứ hai mang ghi chú "Ở giữa người Quadi tại Granua ".

## Bối cảnh

Các bộ lạc German ở Trung Âu vào giữa thế kỉ thứ nhất.Người Marcomanni và người Quadi ở vùng đất ngày nay là Bohemia.

Trong những năm tiếp theo sau khi kết thúc Triều đại của Antoninus Pius, đế quốc La Mã bắt đầu bị tấn công từ mọi phía. Một cuộc chiến tranh với Parthia đã kéo dài từ năm 161 tới năm 166 (dưới sự đồng chỉ huy của Marcus Aurelius và Lucius Verus), và mặc dù nó đã kết thúc thắng lợi, cuộc chiến tranh đã để lại hậu quả to lớn và không lường trước được cho đế quốc. Đạo quân chiến thắng trở về đã mang theo một đại dịch (được gọi là dịch hạch Antonine), mà cuối cùng nó sẽ giết chết khoảng 5 triệu người, và làm suy yếu Đế quốc một cách nghiêm trọng. Đồng thời, ở Trung Âu, những bước đi đầu tiên của cuộc Đại Di cư đã bắt đầu diễn ra, khi mà người Goth di chuyển về phía tây và họ gây áp lực lên các bộ tộc người Đức sinh sống ở khu vực này. Kết quả là, các bộ tộc người Đức cùng với những tộc người du mục khác đã tiến hành các cuộc tấn công dọc theo biên giới phía bắc của đế quốc La Mã, đặc biệt là vào Gaul và trên khu vực sông Danube.

## Chiến tranh Marcomanni lần thứ nhất

### Những cuộc xâm lược đầu tiên
Bắt đầu từ năm 162 và tiếp tục cho đến năm 165, một cuộc xâm lược của người Chatti và người Chauci ở các tỉnh Raetia và thượng Germania đã bị đẩy lui. Vào cuối năm 166 hoặc đầu năm 167, một lực lượng gồm 6.000 người Langobardi và Lacringi đã xâm chiếm Pannonia. Cuộc xâm lược này đã bị các lực lượng địa phương đánh bại tương đối dễ dàng(Các vexillatio của Legio I Adiutrix dưới sự chỉ huy của Candidus và Ala I Ulpia Contariorum được chỉ huy bởi Vindex), nhưng họ mới chỉ đánh dấu sự khởi đầu của những gì sẽ xảy đến. Sau sự việc này, viên thống đốc quân sự của Pannonia, Marcus Iallius Bassus, đã bắt đầu cuộc đàm phán với 11 bộ lạc  Trong các cuộc đàm phán này, vua Ballomar của người Marcomanni, một chư hầu của La Mã, đã đóng vai trò như một trung gian hòa giải. Trong sự kiện này, một thỏa thuận đình chiến đã được thoả thuận và các bộ lạc đã rút khỏi lãnh thổ La Mã, nhưng không có thỏa thuận lâu dài nào đã đạt được. Trong cùng năm đó, các bộ tộc Vandal (người Astingi và Lacringi) và bộ tộc Sarmatia là người Iazyges đã xâm chiếm Dacia, họ đã thành công trong việc giết chết thống đốc của nó, Calpurnius Proculus. Để chống lại những bộ tộc này, Legio V Macedonica, một cựu chiến binh của chiến dịch Parthia, đã được chuyển từ hạ Moesia tới Thượng Dacia.

### Cuộc viễn chinh đầu tiên ở Pannonia của người La Mã (Năm 168)
Trong thời gian đó, khi mà bệnh dịch hạch đang hoành hành bên trong đế quốc, Marcus Aurelius đã không thể làm nhiều hơn, và cuộc chinh phạt mà ông đã lập kế hoạch do đích thân ông lãnh đạo đã bị hoãn lại cho đến tận năm 168. Vào mùa xuân năm đó, Marcus Aurelius, cùng với Lucius Verus khởi hành từ Roma, và thiết lập trụ sở tại Aquileia. Hai hoàng đế đã giám sát việc tổ chức lại của hệ thống phòng thủ của Ý và Illyricum, cùng với đó xây dựng hai quân đoàn mới, Legio II Italica và Legio III Italica, và vượt qua dãy núi An Pơ để tiến vào Pannonia. Người Marcomanni và người Victuali đã vượt qua sông Danube để tiến vào địa bàn tỉnh này, nhưng ít nhất là theo Historia Augusta, với việc quân đội triều đình đang tiến gần tới Carnuntum là rõ ràng đủ để thuyết phục họ rút lui. Hai vị hoàng đế sau đó trở lại Aquileia để trú đông, nhưng trên đường đi, trong tháng 1 năm 169, Lucius Verus đã qua đời. Marcus tiếp đó quay trở lại Roma để trông nom đám tang của vị đồng hoàng đế.

### Cuộc viễn chinh chống người Iazyges của người La Mã và cuộc Đại Xâm lược của người German vào năm 170
Vào mùa thu năm 169, Marcus đã khởi hành từ Roma cùng với người con rể Claudius Pompeianus, người sẽ trở thành phụ tá thân cận nhất của ông trong cuộc chiến tranh. Người La Mã đã tập trung lực lượng của họ và có ý định chinh phục các bộ lạc độc lập (đặc biệt là người Iazyges) sống ở khu vực giữa sông Danube và tỉnh Dacia của La Mã. Người Iazyges đã đánh bại và giết Claudius Fronto, tổng đốc La Mã của Hạ Moesia. Tuy nhiên, trong khi quân đội La Mã lại đang vướng vào chiến dịch này và có được ít nhiều tiến triển, một số bộ lạc đã tranh thủ cơ hội này để vượt qua biên giới và tấn công lãnh thổ của người La Mã.
Về phía đông, người Costoboci vượt qua sông Danube và tàn phá Thrace và tràn xuống khu vực Balkan, tới tận Eleusis, gần Athens, tại đây họ đã phá hủy đền thờ của giáo phái Eleusian.
Tuy nhiên, cuộc xâm lược quan trọng và nguy hiểm nhất là của người Marcomanni ở phía tây. Vị vua của họ, Ballomar, đã tổ chức một liên minh các bộ tộc người Đức. Họ vượt qua sông Danube và giành được một chiến thắng quyết định trước một đạo quân La Mã gồm 20.000 binh sĩ gần Carnuntum. Ballomar sau đó dẫn phần lớn đạo quân của ông ta tiến của phía Nam hướng đến Ý, trong khi phần còn tàn phá Noricum. Người Marcomanni đã san bằng Opitergium (Oderzo) và bao vây Aquileia. Đây là lần đầu tiên một đạo quân thù địch tiến vào Italia kể từ năm 101 trước Công nguyên, sau khi Gaius Marius đánh bại người Cimbri và người Teuton. Quân đội của viên pháp quan thái thú Furius Victorinus đã cố gắng để giải vây cho thành phố, nhưng họ đã bị đánh bại và bản thân viên tướng của nó cũng tử trận.
Không có sự đồng thuận giữa các học giả về năm xảy ra cuộc Đại xâm lược của người Đức nhằm vào Aquileia. Một số tác giả, như nhà viết tiểu sử của Marcus Aurelius, Frank McLynn, đã chấp nhận thời điểm diễn ra thất bại gần Carnuntum là năm 170, và đặt thời điểm của cuộc Đại xâm lược của người Đức là vào ba năm trước đó. Họ xác nhận rằng nó đã xảy ra vào năm 167 bởi vì vào năm 170, người Đức sẽ bị kìm chân bởi Praetentura Italiae et Alpium - hệ thống công sự đã được dựng lên trong năm 168-169 nhằm để ngăn chặn con đường tiến quân vào miền Bắc Italy xuyên qua dãy núi An Pơ. Một lập luận nữa là sự hoảng loạn đã đè nặng lên Roma vào năm 167-168 sẽ là không có ý nghĩa nếu các bộ tộc người Đức vẫn còn ở bờ bên kia của sông Danube. Cũng không có nguồn nào đề cập đến việc hoàng đế đang ở mặt trận trước khi thảm họa xảy ra, trong khi vào năm 170 Marcus Aurelius đã hiện diện ở đó. McLynn cho rằng Marcus Aurelius và Lucius Verus đến Aquileia vào năm 168 để khôi phục lại sĩ khí sau thảm họa và vì Aquileia không có ý nghĩa về mặt địa lý, hậu cần và quân sự như là một căn cứ tiền phương cho việc phát động một chiến dịch trên sông Danube ở Pannonia.

### Người La Mã phản công và thất bại của người Marcomanni

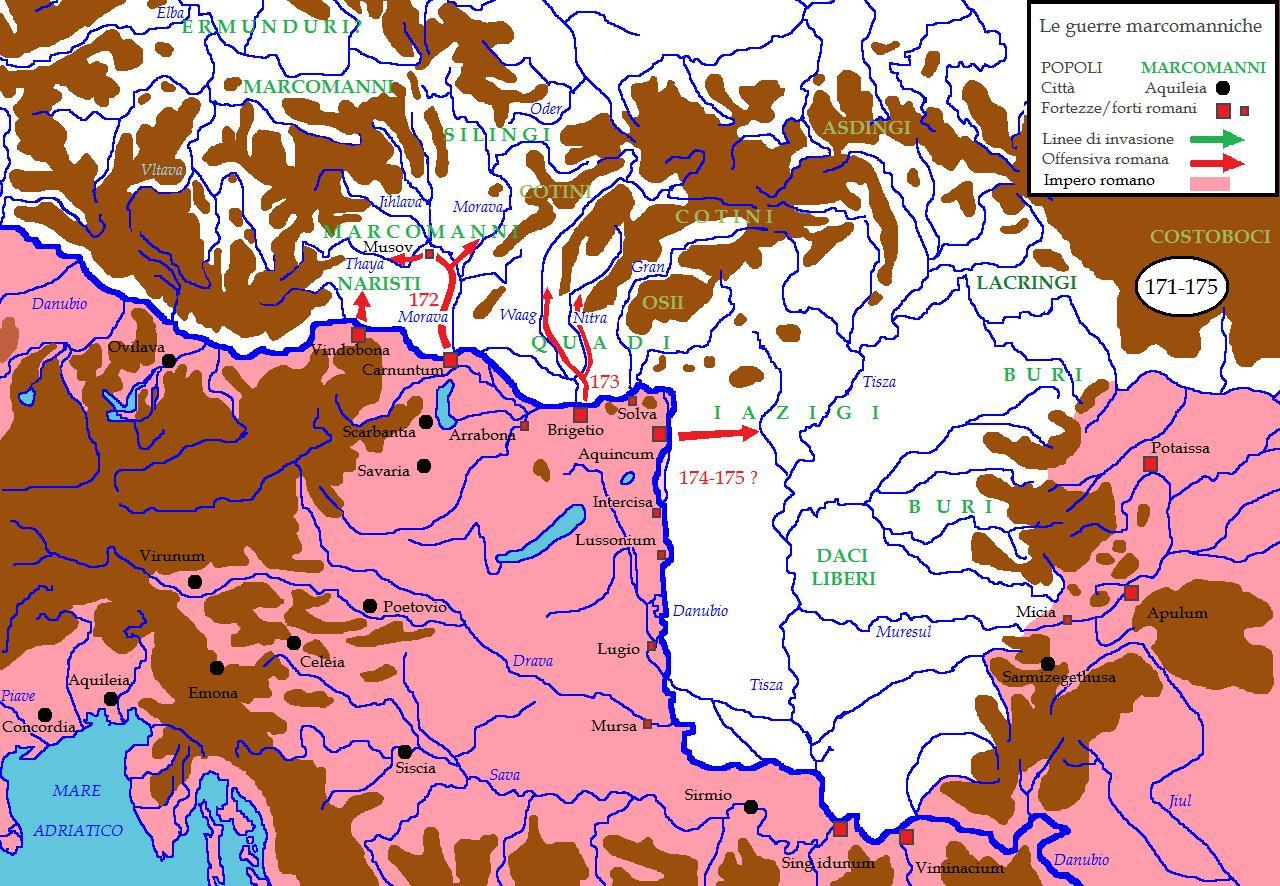
Cuộc phản công sang phía bên kia sông Danube của người La Mã

Thảm họa này buộc Marcus Aurelius phải đánh giá lại các ưu tiên của mình. Quân đội từ các vùng biên giới khác nhau đã được phái đến chống lại Ballomar. Họ nằm dưới sự chỉ huy của Claudius Pompeianus, cùng với vị hoàng đế tương lai Pertinax vốn là một trong những phụ tá của ông. Một bộ tư lệnh quân sự mới, praetentura Italiae et Alpium đã được thành lập để bảo vệ các tuyến đường tới Ý, và hạm đội Danube cũng được tăng cường. Aquileia đã được giải vây và vào cuối năm 171, những kẻ xâm lược đã bị đánh đuổi ra khỏi lãnh thổ La Mã. Hoạt động ngoại giao đã diễn ra sôi nổi ngay sau đó, vì người La Mã đã cố gắng để lôi kéo các bộ lạc man rợ khác nhau nhằm chuẩn bị cho một cuộc vượt sông Danube. Một hiệp ước hòa bình được ký kết với người Quadi và người Iazyges, trong khi các bộ lạc người Vandal, người Hasdingi và Lancringi đã trở thành đồng minh của La Mã.

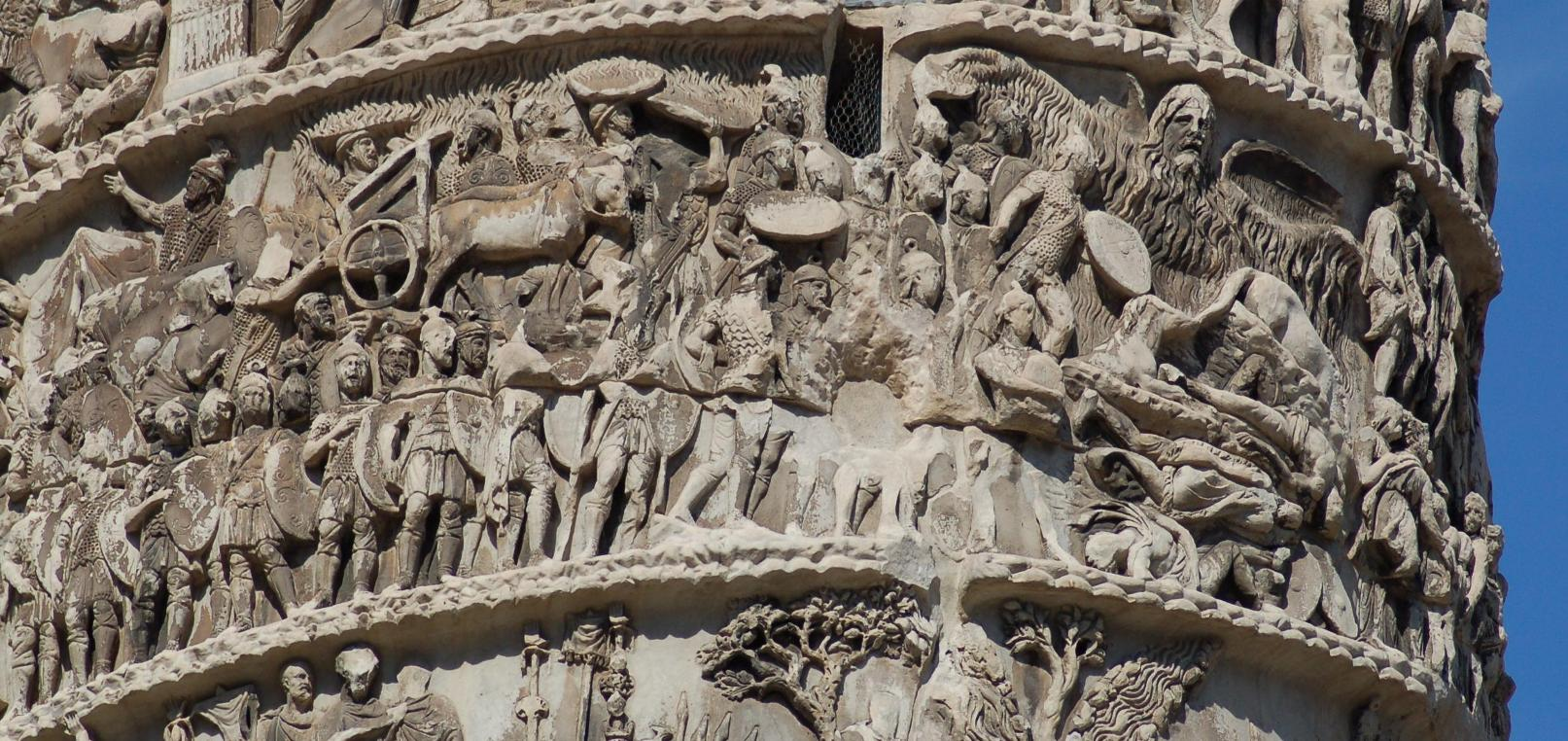
"Phép màu của cơn mưa", từ cột trụ Aurelian.

Vào năm 172, người La Mã vượt qua sông Danube và tiến vào lãnh thổ của người Marcomanni. Mặc dù chỉ có vài chi tiết được biết đến, người La Mã đã giành được thắng lợi, họ đã chinh phục người Marcomanni và các đồng minh của họ, người Varistae hoặc Naristi và người Cotini. Thực tế này được thể hiện rõ từ việc Marcus Aurelius sử dụng tước hiệu "Germanicus", và việc đúc những đồng tiền xu với dòng chữ "Germania capta" ("chinh phục Germania"). Trong chiến dịch này, thủ lĩnh của người Naristi đã bị viên tướng La Mã Marcus Valerius Maximianus giết chết.
Trong năm 173, người La Mã tiến hành chiến dịch chống lại người Quadi vì họ đã phá vỡ hiệp ước và giúp đỡ những bà con của mình. Người La Mã đã đánh bại và chinh phục họ. Trong chiến dịch này, một sự cố nổi tiếng được gọi là "phép lạ của cơn mưa", đã xảy ra, sau này nó đã được mô tả trên cột trụ của Marcus Aurelius và trên những đồng tiền xu. Theo Cassius Dio, Legio XII Fulminata đã bị một đạo quân đông đảo của người Quadi bao vây và gần như họ đã buộc phải đầu hàng vì sự nóng bức và khát. Tuy nhiên, họ đã được cứu thoát bởi một cơn mưa bất chợt và giúp cho những người La Mã thoát được cơn khát, trong khi sét lại đánh vào người Quadi  Những người đương thời và các sử gia đã coi đó là sự can thiệp của thần thánh: Dio nói rằng cơn mưa này đã được triệu hồi nhờ một pháp sư Ai Cập cầu nguyện với thần Mercury, trong khi những nhà văn Thiên Chúa giáo như Tertullian cho rằng đó là một lời cầu nguyện của các tín đồ Kitô.
Trong cùng năm, Didius Iulianus, viên tướng chỉ huy ở biên giới Rhine, đã đẩy lùi một cuộc xâm lược của người Chatti và người Hermunduri, và trong khi đó người Chauci tiến hành cướp bóc bờ biển của Gallia Belgica.
Trong năm tiếp theo, người La Mã đã tiến đánh người Quadi, nhân lúc người Quadi đã lật đổ vị vua thân La Mã của họ, Furtius, và tôn đối thủ của ông ta là Ariogaesus, lên thay. Marcus Aurelius từ chối công nhận ông ta và quay trở lại, lật đổ và lưu đày ông ta tới Alexandria. Như vậy, vào cuối năm 174, cuộc chinh phục người Quadi đã được hoàn tất, họ đã buộc phải giao nộp con tin và cung cấp những đội quân trợ chiến cho quân đội La Mã, trong khi các đơn vị đồn trú đã được bố trí trên toàn lãnh thổ của họ.
Sau điều này, người La Mã tập trung sự chú ý của họ vào người Iazyges sống trong khu vực đồng bằng của sông Tisza (expeditio sarmatica). Trong năm 175, sau một vài chiến thắng, một hiệp ước đã được ký kết. Theo các điều khoản của nó, vua Iazyges,Zanticus phải trao trả 100.000 tù binh La Mã và ngoài ra còn phải cung cấp 8.000 kỵ binh trợ chiến, hầu hết trong số đó (5500 người) đã được phái đến Britain. Nhờ vào điều này, Marcus Aurelius đã lấy tước hiệu chiến thắng Sarmaticus.
Marcus Aurelius có thể đã có ý định tiến hành chiến dịch tiến đánh các bộ lạc còn lại, và cùng với những cuộc chinh phục gần đây của mình, ông dự định thành lập hai tỉnh La Mã mới, Marcomannia và Sarmatia, nhưng các kế hoạch này của ông đã bị gián đoạn do cuộc nổi loạn của Avidius Cassius ở phía Đông.
Marcus Aurelius sau đó hành quân về phía đông với quân đội của mình, kèm theo những phân đội quân trợ chiến của người Marcomanni, Quadi và Naristi dưới quyền Marcus Valerius Maximianus. Sau khi dập tắt thành công cuộc nổi loạn của Cassius, hoàng đế trở lại Roma lần đầu tiên trong gần 8 năm. Vào ngày 23 tháng 12 năm 176, cùng với con trai mình, Commodus, ông đã tổ chức một cuộc diễu binh chiến thắng chung cho các chiến thắng trước các bộ lạc người Đức("de Germanis" và "de Sarmatis"). Trong lễ kỷ niệm này, cây cột trụ Aurelianus đã được dựng lên và mô phỏng theo cột trụ Trajan.

## Chiến tranh Marcommani lần thứ hai

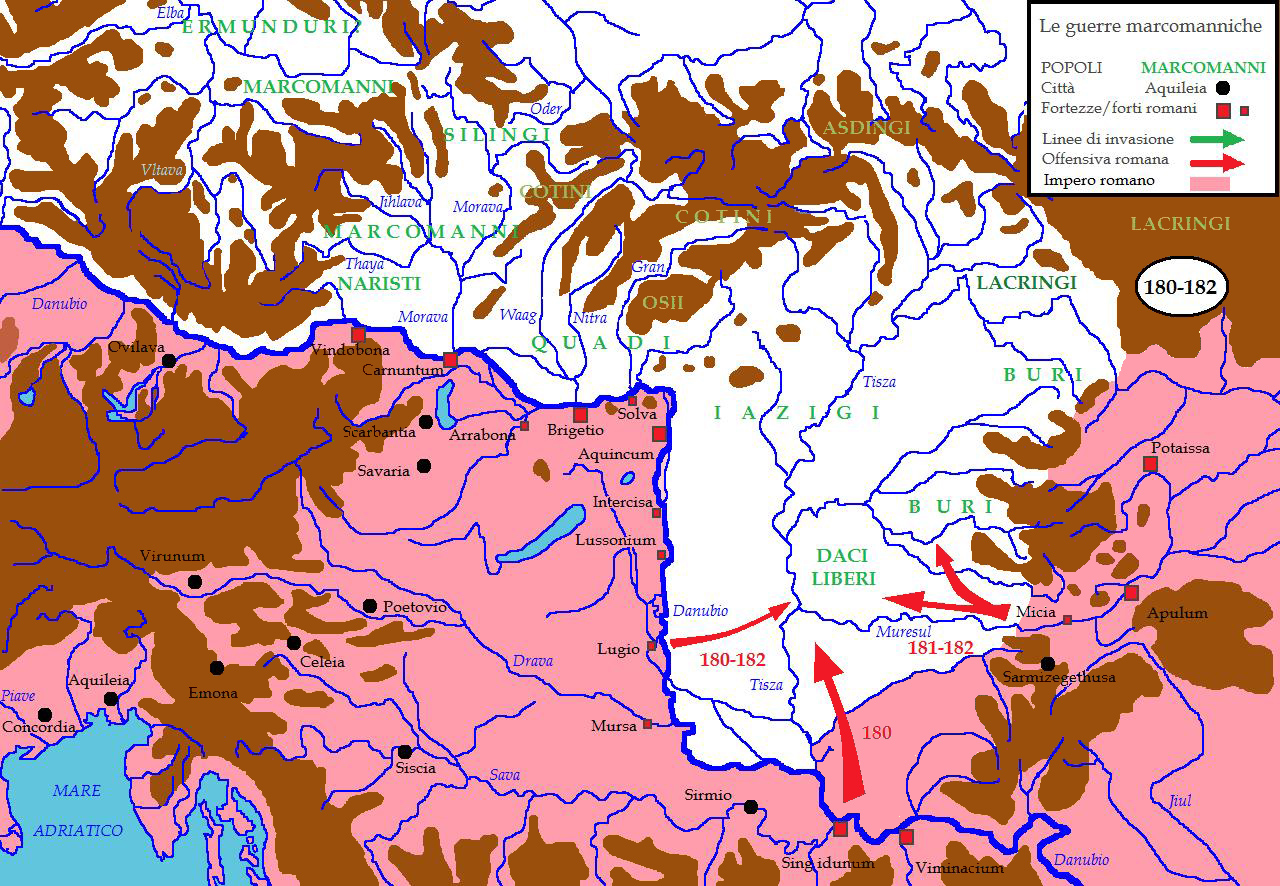
Các cuộc hành quân của người La Mã vào năm 180-182.

Vào năm 177, người Quadi đã đứng lên khởi nghĩa, tiếp ngay sau đó là các dân tộc láng giềng của họ, người Marcomanni và Marcus Aurelius một lần nữa tiến quân về phía bắc và bắt đầu chiến dịch Đức lần thứ hai của mình (secunda expeditio germanica). Ông đã đến Carnuntum trong tháng 8 năm 178, và bắt đầu lên đường dập tắt cuộc khởi nghĩa và lại y như chiến dịch đầu tiên của mình, đầu tiên ông tiến quân chống lại người Marcomanni, và vào năm 179-180 là chống lại người Quadi. Dưới sự chỉ huy của Marcus Valerius Maximianus, người La Mã đã chiến đấu và chiếm ưu thế trước người Quadi trong một trận chiến quyết định tại Laugaricio (gần Trenčín ngày nay, Slovakia). Người Quadi bị đuổi về phía tây, sâu hơn vào Đại Germania, tại viên pháp quan thái thú Tarutenius Paternus sau đó đã giành được một chiến thắng quyết định khác trước họ, nhưng vào ngày 17 tháng 3 năm 180, hoàng đế qua đời ở Vindobona (Viên ngày nay).
Vị hoàng đế kế vị ông, Commodus đã có rất ít quan tâm đến việc theo đuổi chiến tranh. Chống lại lời khuyên từ những vị tướng lĩnh lâu năm của mình, sau khi đàm phán một hiệp ước hòa bình với người Marcomanni và Quadi, ông quay về Roma vào đầu mùa thu năm 180, tại đó ông tổ chức một lễ diễu binh chiến thắng vào ngày 22 tháng mười. Tuy nhiên, các cuộc hành quân chống lại người Iazyges, người Buri và "người Dacia tự do" sống ở khu vực giữa sông Danube và tỉnh Dacia của La Mã vần tiếp tục diễn ra. Không có nhiều điều được biết đến về cuộc chiến này, ngoại trừ việc các tướng lĩnh La Mã bao gồm Marcus Valerius Maximianus, Pescennius Niger và Clodius Albinus. Ở một mức nào, những chiến thắng mà họ đã giành được coi là đủ để Commodus tự lấy tước hiệu "Germanicus Maximus" cho bản thân mình vào giữa năm 182.

## Kết quả
Cuộc chiến tranh này đã phơi bày sự yếu kém của khu vực biên giới phía bắc đế quốc La Mã, và từ đó, một nửa trong số các quân đoàn La Mã (16 trong tổng số 33 quân đoàn) sẽ đóng quân dọc theo sông Danube và sông Rhine.